# Communauté de communes des Portes Nord-Ouest de Rouen
La communauté de communes des Portes Nord-Ouest de Rouen (CCPNOR ou CC-PNOR) est une ancienne communauté de communes française, située dans le département de la Seine-Maritime et la région Normandie.

## Historique
La communauté de communes a été créée à l'initiative de Pascal Martin au 1er janvier 2003 par un arrêté préfectoral du 4 décembre 2002.
Le projet de schéma départemental de coopération intercommunale présenté par le préfet de Seine-Maritime le 2 octobre 2015 dans le cadre de l'approfondissement de la coopération intercommunale prévu par la Loi portant nouvelle organisation territoriale de la République (Loi NOTRe) du 7 août 2015 prévoit l'extension de la communauté de communes à la commune du Bosc-le-Hard, jusqu'alors membre de la communauté de communes du Bosc d'Eawy ». Toutefois, la communauté de communes des Portes Nord-Ouest de Rouen propose une fusion des communautés de communes du Moulin d’Écalles et du Plateau de Martainville avec elle-même.
La communauté de communes Inter-Caux-Vexin lui succède désormais depuis le 1er janvier 2017.

## Territoire communautaire

### Composition
La communauté de communes des Portes Nord-Ouest de Rouen regroupe 23 communes du département de la Seine-Maritime pour une population totale de 27 705 habitants selon les recensements de 2012 :
| Nom                        | Code Insee | Gentilé           | Superficie (km2) | Population (dernière pop. légale) | Densité (hab./km2) |
| -------------------------- | ---------- | ----------------- | ---------------- | --------------------------------- | ------------------ |
| Montville (siège)          | 76452      | Montivillais      | 10,85            | 4 872 (2014)                      | 449                |
| Anceaumeville              | 76007      | Anceaumevillais   | 4,68             | 669 (2014)                        | 143                |
| Authieux-Ratiéville        | 76038      | Authieusais       | 5,16             | 403 (2014)                        | 78                 |
| Bosc-Guérard-Saint-Adrien  | 76123      | Bosc-Guérardais   | 10,41            | 900 (2014)                        | 86                 |
| Claville-Motteville        | 76177      | Clavillais        | 9,26             | 286 (2014)                        | 31                 |
| Clères                     | 76179      | Clèrois           | 11,36            | 1 354 (2014)                      | 119                |
| Eslettes                   | 76245      | Eslettais         | 5,12             | 1 527 (2014)                      | 298                |
| Esteville                  | 76247      | Estevillais       | 5,29             | 527 (2014)                        | 100                |
| Fontaine-le-Bourg          | 76271      | Bourguifontains   | 12,20            | 1 684 (2014)                      | 138                |
| Fresquiennes               | 76287      | Fresquiennais     | 13,45            | 1 037 (2014)                      | 77                 |
| Frichemesnil               | 76290      | Frischemesnillais | 8,10             | 420 (2014)                        | 52                 |
| Grugny                     | 76331      | Grunyais          | 3,18             | 955 (2014)                        | 300                |
| La Houssaye-Béranger       | 76369      | Housseyens        | 8,06             | 524 (2014)                        | 65                 |
| La Vaupalière              | 76728      | Vespaliens        | 8,00             | 943 (2014)                        | 118                |
| Le Bocasse                 | 76105      | Bocassiens        | 8,62             | 686 (2014)                        | 80                 |
| Mont-Cauvaire              | 76443      | Calvimontais      | 9,02             | 637 (2014)                        | 71                 |
| Montigny                   | 76446      | Montignais        | 7,83             | 1 109 (2014)                      | 142                |
| Pissy-Pôville              | 76503      | Pissy-Pôvillais   | 11,26            | 1 226 (2014)                      | 109                |
| Quincampoix                | 76517      | Quincampoisiens   | 20,34            | 2 966 (2014)                      | 146                |
| Roumare                    | 76541      | Roumarois         | 9,96             | 1 422 (2014)                      | 143                |
| Saint-Georges-sur-Fontaine | 76580      | Fontigeorgiens    | 9,09             | 914 (2014)                        | 101                |
| Saint-Jean-du-Cardonnay    | 76594      | Cardonnaysiens    | 7,52             | 1 365 (2014)                      | 182                |
| Sierville                  | 76675      | Siervillais       | 15,91            | 1 000 (2014)                      | 63                 |

## Organisation

### Siège
Le siège de l'intercommunalité est à Montville, Maison de l'intercommunalité, 9 place de la République.

### Élus
La communauté de communes est administrée par son Conseil communautaire, composé, pour la mandature 2014-2020, de 36 conseillers municipaux représentant chacune des communes membres, à raison de :

- 7 délégués pour Montville ;

- 4 délégués pour Quincampoix ;

- 2 délégués pour Clères, Eslettes, Fontaine-le-Bourg et Fresquiennes ; 

- 1 délégué et son suppléant, pour les autres communes ; 

contre 60 délégués lors de la mandature 2008-2014,.
Le conseil communautaire du 14 avril 2014 a réélu son président, Pascal Martin, maire de Montville, et ses 5 vice-présidents, qui sont : 
1. Paul Lesellier,maire de Pissy-Poville ;
2. Christian Poissant	, maire de Montigny ;
3. Jean-Pierre Petit, maire de Grugny ;
4. Michèle Lecointe, maire du Bocasse ;
5. Éric Herbet, maire de Quincampoix ;

Le bureau de l'intercommunalité pour la mandature 2014-2020 est composé du président, des 5 vice-présidents et de 6 autres membres, dont 3 représentent des communes de moins de 1000 habitants et 3 celles qui dépassent ce seuil :
- Nathalie Thierry, maire de Clères ;
- M. Dany Lemetais, maire de Fontaine-le-Bourg ;
- Josiane Lelièvre, maire de Roumare ;
- Roger Léger, maire d'Esteville
- Emmanuel de Bailliencourt, maire de Mont-Cauvaire ;
- Gaël Fouldrin, maire de Saint-Georges-sur-Fontaine[4],[5].

### Liste des présidents
| Période | Période                        | Identité      | Étiquette | Qualité |
| ------- | ------------------------------ | ------------- | --------- | --- |
| 2003    | En cours (au 19 novembre 2015) | Pascal Martin | UDI       | Colonel de sapeurs-pompiers professionnel Maire de Montville (1995 → 2015) Conseiller général de Clères (1993 → 2015) Conseiller départemental de Bois-Guillaume (2015 → ) Président du conseil départemental de la Seine-Maritime (2015 → ) Réélu pour le mandat 2014-2020, |

### Compétences
L'intercommunalité exerce les compétences qui lui sont transférées par les communes membres, dans le cadre des dispositions définies par le code général des collectivités territoriales.
Il s'agit de : 
- Aménagement de l'espace,
- Activités sportives et culturelles,
- Voirie et Transport,
- Protection de l'environnement – Élimination des déchets,
- Action économique
- Actions sociales[9].

### Régime fiscal et budget
L'intercommunalité est financée par une fiscalité additionnelle aux impôts locaux des communes, avec FPZ (fiscalité professionnelle de zone) et sans FPE (fiscalité professionnelle sur les éoliennes).